# Sociale obligationer
Sociale obligationer eller velfærdsobligationer (engelsk: Social Impact Bond) er en måde at tiltrække risikovillig kapital til langsigtede og kostbare offentlige, sociale forebyggelsesprojekter, som ikke kan realiseres eller ikke ønskes realiseret på normal vis. Ved brug af sociale obligationer påtager (private) investorer sig den fulde økonomiske risiko, og den offentlige myndighed betaler kun for reelle, beviselige resultater. Det grundlæggende princip er dermed en slags offentligt-privat partnerskab. 

## Historie
De første sociale obligationer på verdensplan blev udstedt af den engelske non-profit-organisation Social Finance Ltd. i september 2010, hvor de finansierede et forsøg, der skulle forebygge tilbagefald til kriminalitet for indsatte i et lokalt fængsel. Investeringsformen har siden bredt sig til andre dele af verden.  Siden da er ifølge en rapport fra Social Finance i alt 60 projekter med velfærdsobligationer i tilsammen 15 lande blevet iværksat.

## Sociale obligationer i Norden
Der har indtil videre kun været gennemført ganske få projekter i Norden. Givetvis skyldes det opbygningen af de nordiske velfærdssamfund, som sammenlignet med de angelsaksiske lande er mere omfangsrige.
Nordic Social Impact Bond (SIB) Development Network er det nordiske erfaringsudvekslingsnetværk for brug af sociale obligationer i Norden.

### Danmark
I Danmark har Huset Zornig igangsat et integrationsprojekt, som tænkes finansieret ved hjælp af sociale obligationer. I 2017 pegede den danske regering på brugen af sociale obligationer som en måde til at løfte opgaver for fremtidens offentlige sektor.

### Andre nordiske lande
I Sverige og Finland blev de første pilotprojekter igangsat i 2015. I Finland sker det i samarbejde med den finske stat. Her har pilotprojekterne bl.a. fokus på beskæftigelse af flygtninge.